# Кјаравале (Пјаченца)
Кјаравале је насеље у Италији у округу Пјаченца, региону Емилија-Ромања.
Према процени из 2011. у насељу је живело 381 становника. Насеље се налази на надморској висини од 53 м.